# Circuit de Rouen-les-Essarts
Le circuit de Rouen-les-Essarts est un circuit de course automobile français d’une longueur de 6,542 km, installé sur les communes de Grand-Couronne et d'Orival au sud de Rouen de 1950 à 1994. Le nom « Les Essarts » vient d’un village incorporé dans la commune de Grand-Couronne en 1874.

## Historique
Dès son ouverture, en 1950, le circuit de Rouen-les-Essarts est reconnu comme un des meilleurs circuits d'Europe avec ses stands modernes, une large piste et des tribunes pour les spectateurs. Le circuit, qui utilise des routes publiques, présente quelques défauts comme un virage pavé en épingle et des endroits sans visibilité dans les parties boisées du parcours. Les Anglais l'avaient surnommé « le petit Spa ».
Le circuit a accueilli cinq Grands Prix de France de Formule 1, le dernier en 1968 où Jo Schlesser meurt dans l'incendie de sa voiture. Le circuit accueille les épreuves de Formule 2 jusqu'en 1978 et est utilisé pour divers championnats automobiles français.
Le 28 juin 1970, en Formule 3, Denis Dayan avec sa GRAC va s'écraser de face dans le rail de la courbe des Six frères à la suite d'une défaillance technique et meurt quelques jours plus tard des suites de ses blessures. Ensuite, Jean-Luc Salomon trouve la mort au virage de la Scierie, sa Martini s'est élevée dans les airs et est retombée sur l'arceau d'une autre voiture. Jean-Luc Salomon devait débuter en Formule 1 le dimanche suivant au circuit de Charade sur une Lotus.
À sa construction, en 1950, sa longueur est de 5,100 km ; en 1955, des travaux importants portent son développement à 6,542 km, sa configuration la plus célèbre. Les virages portent les noms de « Six frères », « Nouveau monde » (du nom du hameau se situant à quelques centaines de mètres de ce virage), « Sanson », « Beauval », « L'Étoile », « Grésil », « Scierie » et « Paradis ». La construction de l'autoroute A 13 traversant le circuit conduit à la réalisation d'une nouvelle section ; la longueur du circuit est réduite à 5,543 km. Finalement, en 1974, une chicane permanente, baptisée « des Roches », est construite à Six frères.
Le circuit est fermé en 1994 pour des raisons économiques et de sécurité. En 1999, la démolition des tribunes et des stands est terminée. Le secteur pavé du Nouveau monde est également asphalté.
Le circuit a accueilli les Tour de France 1954 et Tour de France 1956 pour un contre-la-montre cycliste (respectivement par équipes et individuel) ainsi que le Critérium national de la route de 1967 à 1971.
Un nouveau circuit devait être réalisé à Mauquenchy mais la mise aux normes du circuit de Nevers Magny-Cours pour la F1 a annulé le projet ; le site a été transformé et est devenu l'hippodrome de Rouen-Mauquenchy.

### Évolutions du circuit

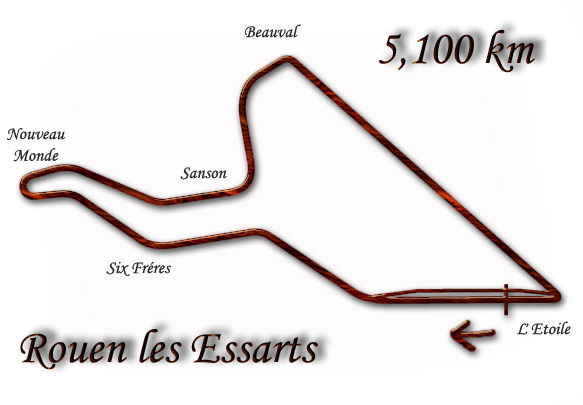
Tracé de 1951 à 1954.
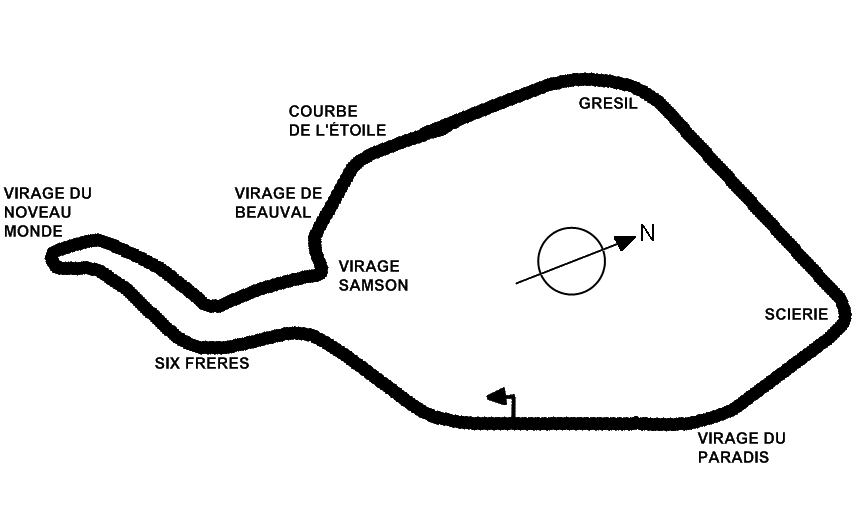
Tracé de 1955 à 1971.
Tracé après 1971.

## Grands Prix de France de Formule 1
| Saison | Date      | Pilote vainqueur   | Nationalité | Écurie         | Résultats                            |
| ------ | --------- | ------------------ | ----------- | -------------- | ------------------------------------ |
| 1952*  | 6 juillet | Alberto Ascari     | Italie      | Ferrari        | Grand Prix automobile de France 1952 |
| 1957   | 7 juillet | Juan Manuel Fangio | Argentine   | Maserati       | Grand Prix automobile de France 1957 |
| 1962   | 8 juillet | Dan Gurney         | États-Unis  | Porsche        | Grand Prix automobile de France 1962 |
| 1964   | 28 juin   | Dan Gurney         | États-Unis  | Brabham-Climax | Grand Prix automobile de France 1964 |
| 1968   | 7 juillet | Jacky Ickx         | Belgique    | Ferrari        | Grand Prix automobile de France 1968 |

* En 1952, le circuit faisait 5,1 km de long.

## Jeux vidéo
Le circuit est disponible dans le jeu 3D Grand Prix sorti en 1984, dans Grand Prix Legends (GPL) sorti en 1998 et dans Project CARS 1, 2 et 3.